# Vitfenad sandkrypare
Vitfenad sandkrypare (Romanogobio albipinnatus) är en fiskart som först beskrevs av Lukasch, 1933.  Vitfenad sandkrypare ingår i släktet Romanogobio och familjen karpfiskar. Inga underarter finns listade i Catalogue of Life.
Denna fisk förekommer i Rysslands europeiska del och söderut till norra Iran. Den vistas i floder, främst med sandig botten. Individerna är nattaktiva och de äter vattenlevande ryggradslösa djur. Honor blir efter två år könsmogna. De lägger vid upp till fyra tillfällen per år ägg. Livslängden är cirka fem år.
Beståndet påverkas av vattenföroreningar. Vitfenad sandkrypare är inte sällsynt. IUCN kategoriserar arten globalt som livskraftig.

## Bildgalleri

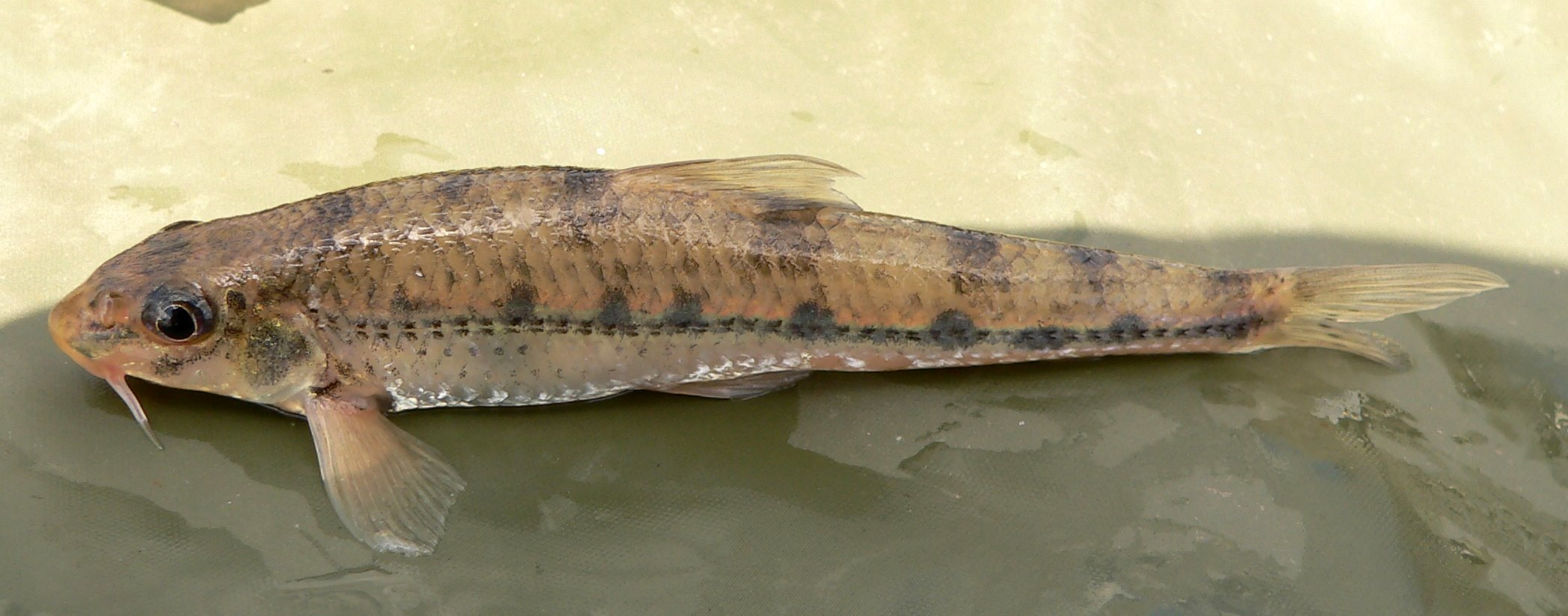